# Barbro Sundback
Barbro Sundback, född 22 december 1945, är en åländsk politiker (Ålands socialdemokrater). Hon var ledamot av Ålands lagting samt talman i Ålands lagting 2005-2007 